# Попа, Михай
Максимилиан Михай Попа (рум. Maximilian Mihai Popa; род. 12 октября, 2000, Констанца, Румыния) —  румынский футболист, вратарь клуба  «Торино».

## Карьера
Воспитанник клуба «Академия Хаджи». 

### «Астра»
1 июля 2019 года перешёл в румынский клуб «Астра». Вышел на поле в Чемпионате Румынии 14 ноября 2020 года в матче со столичным «Динамо». В Кубке Румынии дебютировал 11 мая 2021 в полуфинальном матче с «Динамо» (Бухарест). Дошёл с командой до финала кубка, где «Астра» не смогла одолеть «Университатя» (Крайова). 
В Лиге 2 дебютировал 9 августа 2021 года в матче с клубом «Чиксереда». 

### «Рапид»
В феврале 2020 года отправился в аренду в клуб «Рапид» из Бухареста. Дебютировал за клуб в Лиге 2 25 февраля 2020 года в матче с ФК «Туррис». 

### «Волунтари»
12 августа 2021 года заключил контракт с ФК «Волунтари». На следующий день дебютировал за клуб в румынской Лиге 1 против «Академика Клинчени».

## Карьера в сборной
Играл за сборные Румынии до 21 и 23 лет. 